# Simon de Cordes
Pour les articles homonymes, voir Cordes.
Simon de Cordes, né vers 1559 à Anvers et mort le 11 novembre 1599 à l'île Mocha, est un navigateur hollandais.

## Biographie
Flibustier, frère de Baltazar de Cordes, il est en 1598 le capitaine de la Liefde et le second de Jacques Mahu lors d'une expédition dans le détroit de Magellan. À la mort de Mahu, il prend la direction de l'expédition mais est tué par des indigènes ou par des pirates espagnols à l'île Mocha. 
Jules Verne l'évoque dans ses romans Deux Ans de vacances (chapitre XXVII sous le nom de Cord) et En Magellanie (chapitre III).